# 金特·海德曼
金特·海德曼（德語：Günther Heidemann，1932年10月21日—2010年3月15日），德国男子拳击运动员。他曾代表德国参加1952年夏季奥林匹克运动会拳击比赛，获得男子67公斤级铜牌。他也在1955年获得全国锦标赛冠军。